# Харьково-Николаевская железная дорога
Харьково-Николаевская железная дорога — железная дорога в Российской империи, построенная на средства частного капитала в 1868—1871 годах. С 1881 года казённая. Общее протяжение (на 1900 год) — 1196 вёрст. С января 1907 года в составе Южных железных дорог.

## История
В 1868 году выдана концессия гофмейстеру А. А Абазе и барону К. К. Унгерн-Штернбергу на сооружение Харьково-Кременчугской железной дороги. Капитал общества был исчислен в 14 300 000 руб. метал., из которых лишь ¼ — негарантированные акции, остальные ¾ — гарантированные правительством облигации. Повёрстная стоимость — 56 378 руб. с версты. Движение открыто 15 июня 1871 года.
Уставом 1871 года Общество Харьково-Кременчугской железной дороги переименовано в Общество Χарьково-Николаевской железной дороги, с предоставлением права построить Николаевский участок.
Сумский участок построен в 1876—1877 годах.
Роменский участок и подъездные пути сооружены непосредственным распоряжением казны, после выкупа Харьково-Николаевской железной дороги в 1881 году.
В 1907 году объединена с Курско-Харьково-Севастопольской железной дорогой в Южные железные дороги.

## Станции
- Харьков-Пассажирский:

Территориально, до объединения, станция была разделена между двумя дорогами. Территория Харьково-Николаевской ж.д. располагалась ближе к Холодной горе. Когда станцию «Харьков-Балашовский» соединили с со станцией «Харьков-Пассажирский» (по многочисленным просьбам жителей Харькова), вокзальные тупики Николаевской и Балашовской линий (ныне «Люботинские тупики») были дополнены тупиковыми путями пункта экипировки пассажирских поездов, выходящими в район нынешнего «Водотреста» (с 2000-х годов - КП "Вода").
- Новая Бавария:

Первое оборотное паровозное депо было построено на этой станции (сохранились остатки паровозного здания). Примерно в 1903 году станция была соединена однопутной линией со станцией Харьков-Балашовский (Юго-Восточной ж.д.), по инициативе ХПЗ. Заводская обкатка паровозов постройки ХПЗ производилась на участке: Харьков-Балашовский — Новая Бавария — Люботин.
Название «Новая Бавария» связано с пивным заводом, построенным вблизи станции, первым хозяином которого являлся германский предприниматель Гольдберг. Исторической достопримечательностью станции являлась водонапорная башня, ныне разрушенная.
- Люботин:

До войны от станции Мерефа однопутная линия имела выход непосредственно на 1-й путь станции Люботин. Вследствие крушения, в целях обеспечения безопасности движения, была произведена реконструкция по переносу пересечения маршрутов восточнее станции Люботин. До войны на территории локомотивного депо «Люботин» располагалось паровозное здание «закрытого Сибирского» типа, поворотный круг располагался внутри этого здания.

## Участки дороги

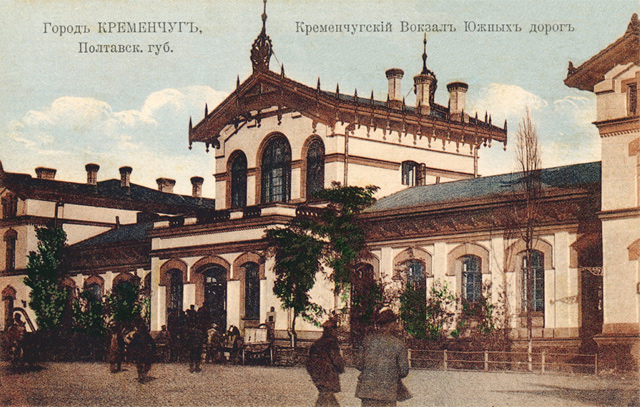
Вокзал станции Кременчуг

- Харьково-Елисаветградский (главная линия)
- Николаевский
- Сумской
- Роменский. Кременчуг — Ромны Либаво-Роменской ж. д. (200 вёрст)
- Подъездные пути: Ахтырский, Лебединский, Гадячский, Константиноградский.